# Fatörzsvadász acsa
A fatörzsvadász acsa (Aeshna juncea) a rovarok (Insecta) osztályába, ezen belül a szitakötők (Odonata) rendjébe és a karcsú acsák (Aeshnidae) családjába tartozó faj.

## Elterjedése
Európa középső részétől a legészakibb területekig hatol fel, elterjedésének déli szegélyén csak a hegyvidékeken él. Magyarországon ismereteink szerint nem tenyészik, de imágója előfordult már.

## Szaporodása
Tipikus tőzegmoha-lápi faj, savanyú, tőzeges vizekben fejlődik.